# ささやかだけれど、役にたつこと
『ささやかだけれど、役にたつこと』（ささやかだけれどやくにたつこと、原題：A Small, Good Thing）は、アメリカの小説家レイモンド・カーヴァーの短編小説。

## 概要
『コロンビア』1981年春夏号に「風呂」 The Bath というタイトルで掲載された。編集者のゴードン・リッシュによって「78パーセント」の削除を受けたこの「風呂」は、短編集『愛について語るときに我々の語ること』（クノップフ社、1981年4月20日）に収録された。
短編集『愛について語るときに我々の語ること』の成功によりカーヴァーは一躍名声を得たが、オリジナルに戻すことを望んだ彼は、削除前のバージョン「ささやかだけれど、役にたつこと」を「プロウシェア」1982年号に掲載した。ただし同誌掲載時にカーヴァーはいくつか細かい修正をオリジナル原稿に加えている。翌年、短編集『大聖堂』（クノップフ社、1983年9月15日）に収録。また、生前に出版された精選作品集『Where I'm Calling From: New and Selected Stories』（アトランティック・マンスリー・プレス、1988年5月）にも収録された。
オリジナル原稿は2009年刊行の短編集『ビギナーズ』（ジョナサン・ケープ社）に収録された。
日本語版は、『文學界』1988年10月号が初出。翻訳は村上春樹。村上が独自に編纂した単行本『ささやかだけれど、役にたつこと』（中央公論社、1989年4月20日）に表題作として収録される。カーヴァーの死後、中央公論社は個人全集の刊行を始めるが、本作品を収録した『大聖堂』は最初に配本された（1990年5月20日刊行）。12編の作品から成る『Carver's Dozen レイモンド・カーヴァー傑作選』（中央公論社、1994年12月7日）にも収録されている。
そのほか、オーディオブック『村上春樹ハイブ・リット』（アルク、2008年11月）、『池澤夏樹＝個人編集 世界文学全集 第3集 短篇コレクション Ⅰ』（河出書房新社、2010年7月13日）などに収録された。
村上が編纂・翻訳したアンソロジー『バースデイ・ストーリーズ』（中央公論新社、2002年11月）には、ショート・バージョンの「風呂」が収録されている。

## エピソード
- 映画監督のロバート・アルトマンはカーヴァーの9つの短編と1編の詩をもとに『ショート・カッツ』（1993年）を作った。本作品もその中のひとつに選ばれ、ブルース・デイヴィソンとアンディ・マクダウェルがそれぞれ父親役と母親役を演じた。

- 村上春樹の造語「小確幸」（しょうかっこう）は本作品の原題 "A Small, Good Thing" に由来する。村上は言う。「生活の中に個人的な『小確幸』（小さいけれども、確かな幸福）を見出すためには、多かれ少なかれ自己規制みたいなものが必要とされる。たとえば我慢して激しく運動した後に飲むきりきりに冷えたビールみたいなもので、『うーん、そうだ、これだ』と一人で目を閉じて思わずつぶやいてしまうような感興、それがなんといっても『小確幸』の醍醐味である」[3]